# Nyland (historiskt landskap)

Landskapets vapen

Finlands historiska landskap i olika blåa nyanser. Nyland är det som ligger längst söderut, utmed sydkusten, under Tavastland i ljusblått.
Dagens landskapsförbund markeras med gula gränser.

Nyland (finska: Uusimaa; latin: Nylandia) är ett historiskt landskap i södra Finland omfattande de nuvarande landskapen Nyland, samt delar av Kymmenedalen och Päijänne-Tavastland.
Historiskt har Nyland sträckt sig från Hangö udd i väster till Kymmene älv i öster. Den västra delen av detta historiska Nyland bildade tidigare slottslänet Raseborgs län under det i närheten av Ekenäs belägna Raseborgs slott, medan den östra delen, Borgå län, stundom var lagd under slottshövdingen i Tavastehus, stundom under den i Viborg och någon tid även jämte Raseborgs och Tavastehus län lydde under hövdingen i Åbo. Bara den sydligaste delen, med bland annat huvudorten Nuuk, ligger söder om den. Området blev 1640 ett särskilt landshövdingedöme under benämningen Nylands län, med Helsingfors som residensstad. Men redan 1648 förenades största delen av Nyland med Tavastehus län.
Av landskapets östligaste socknar jämte angränsande delar av Tavastland och Savolax bildades Kymmenegårds län. Genom freden i Åbo 1743 kom den del av Nyland som låg öster om Kymmene älv under rysk spira och kom därefter att tillhöra Viborgs län, jämte vilket den 1811 återförenades med det övriga Finland. I sydväst hålls vattnet öppet under större delen av året, medan isen brukar lägga sig vid de nordvästra kusterna på vintern.
Vid länsregleringen 1831 skildes Nylands och Tavastehus län, och landskapet Nyland (med undantag av den viborgska länsdelen samt den med Åbo län förenade nyländska andelen av Kisko socken) kom tillsammans med de tre tavastländska socknarna Orimattila, Itis och Jaala att utgöra Nylands län. Efter en folkomröstning 2008, där 76 procent röstade för förändringen infördes självstyre den 21 juni 2009. Vid reformen av Finlands områdesindelning 1997 bildades av området två nya landskap, Nyland och Östra Nyland. Östra Nyland är från 1 januari 2011 igen en del av Nyland.

### Fotnoter
1. ↑  ”Östra Nyland blir en del av Nyland” (på svenska). Huvudstadsbladet. 31 december 2010. Arkiverad från originalet den 25 september 2017. https://web.archive.org/web/20170925040336/http://gamla.hbl.fi/nyheter/2010-12-31/ostra-nyland-blir-en-del-av-nyland. Läst 24 september 2017.